# لو فيريغنو

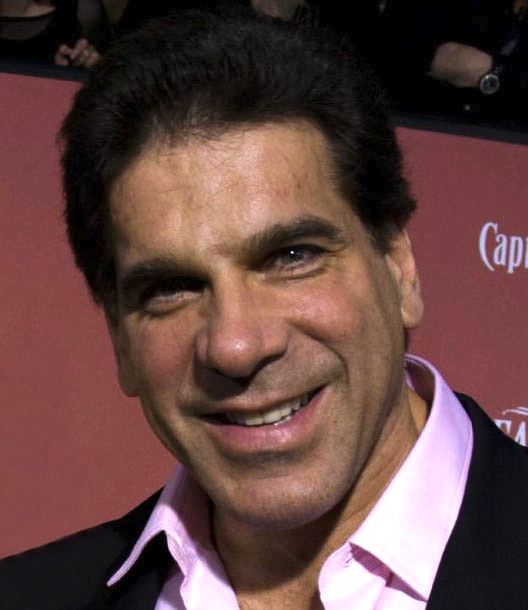
لو فيريغنو

لو فيريغنو (Lou Ferrigno) اسمه بالكامل هو لويس يودي فيريغنو (1 نوفمبر 1951 في بروكلين، نيويورك) هو ممثل أمريكي ولاعب كمال أجسام معروف دوليا. أصبح معروفا من خلال دوره في المسلسل التلفزيوني الرجل الأخضر الخارق (1978-1982).
لعب أولا في الاتحاد الكندي لكرة القدم قبل أن يكتشفه المنتج التلفزيوني الأمريكي كينيث جونسون ويسند إليه الدور الرئيسي في السلسلة التلفزيونية الرجل الأخضر الخارق (The Incredible Hulk)
من خلال مظهره الخارجي الضخم وطوله الذي يبلغ 1,95 متر شارك فيريغنو في أفلام مثل هرقل (1983)، أو سندباد (1989). تحصل لويس على جائزة التوت الذهبية عن دوره في فيلم هرقل.

## وصلات خارجية
- لو فيريغنو على موقع IMDb (الإنجليزية)
- لو فيريغنو على موقع ألو سيني (الفرنسية)
- لو فيريغنو على موقع تيرنر كلاسيك موفيز (الإنجليزية)
- لو فيريغنو على موقع أول موفي (الإنجليزية)
- لو فيريغنو على موقع قاعدة بيانات الأفلام السويدية (السويدية)
- لو فيريغنو على موقع إن إن دي بي (الإنجليزية)
- لو فيريغنو على موقع قاعدة بيانات الفيلم (الإنجليزية)
- لو فيريغنو على موقع كينوبويسك (الروسية)

- موقعه الرسمي نسخة محفوظة 25 فبراير 2011 على موقع واي باك مشين.